# دوري البوسنة والهرسك لكرة القدم الدرجة الأولى 2017–18
دوري البوسنة والهرسك لكرة القدم الدرجة الأولى 2017–18 هو الموسم 23 من دوري البوسنة والهرسك لكرة القدم الدرجة الأولى ‏. أقيم خلال الفترة 6 أغسطس 2017 وحتى 10 يونيو 2018، وأشرف على تنظيمه Football Association of Republika Srpska ‏، وكان عدد الأندية المشاركة فيه 12، وفاز فيه FK Zvijezda 09 ‏.